# 迈克尔·乔丹 (学者)
迈克尔·厄文·乔丹（英語：Michael Irwin Jordan, 1956年2月25日—），美国计算机科学和统计学学者，主要研究机器学习和人工智能。目前担任加州大学伯克利分校电机工程与计算机系和统计学系教授和法国国家计算机与自动化研究院Inria研究员。2016年，据《科学》报道，迈克尔·I·乔丹是当今世界最有影响力的计算机科学家。
他的重要贡献包括指出了机器学习与统计学之间的联系，并推动机器学习界广泛认识到贝叶斯网络的重要性。他还以近似推断变分方法的形式化、最大期望算法在机器学习的普及方面的工作而知名。

2022年，乔丹因其“对机器学习的理论基础及其应用作出了根本性贡献”获得首届世界顶尖科学家协会奖“智能科学或数学奖”。

## 生平
乔丹1978年在路易斯安那州立大学获得心理学学士学位，1980年获亚利桑那大学数学硕士（统计学方向）。随后在加州大学圣地亚哥分校随David E. Rumelhart攻读，于1985年获认知科学博士学位。在此期间，他发展了一种认知模型，称为Jordan网络，是递归神经网络的一种。
1986-1988年，乔丹在马萨诸塞大学做博士后研究。1988-1998年，来到麻省理工学院脑与认识科学系，先后任助教授、副教授和教授。1998年后转到伯克利。近年来他更多地从传统统计学的角度研究人工智能。
乔丹是美国国家科学院、美国国家工程院和美国艺术与科学院院士，IEEE、ACM、SIAM、AAAI等学术机构的会士。他也是2007年IEEE神经网络先驱奖、2009年ACM/AAAI Allen Newell奖的得主。

2022年9月29日，首届世界顶尖科学家协会奖揭晓，乔丹获智能科学或数学奖。
值得一提的是，乔丹的许多学生和博士后包括Zoubin Ghahramani, Tommi Jaakkola, 吳恩達, Lawrence Saul 和 David Blei等，也已经成为机器学习领域的重要学者。

## 奖项和荣誉
2004年，国际数理统计学会勋章讲座讲师

2009年，ACM/AAAI艾伦·纽厄尔奖（美国计算机协会ACM、美国人工智能促进会AAAI ）

2010年，美国国家科学院院士

2010年，美国国家工程院院士

2011年，美国人文与科学院院士（注：American Academy of Arts and Sciences又译为“美国艺术与科学院”）

2011年，国际数理统计学会奈曼讲座

2015年，鲁梅尔哈特奖（国际认知科学学会CSS）

2016年，国际人工智能联合会议卓越研究奖（IJCAI）

2020年，约翰·冯·诺依曼奖（电气与电子工程师协会IEEE）

2021年，米切尔奖（国际贝叶斯分析学会，ISBA）

2021年，乌尔夫·格林纳德随机理论与建模奖（美国数学会, AMS）

2022年，国际数理统计学会首届格雷丝·沃赫拜讲座讲师

2022年，世界顶尖科学家协会奖智能科学或数学奖